# Guangzhou International Women's Open 2019
Il Guangzhou International Women's Open 2019 è stato un torneo di tennis giocato sul cemento all'aperto. È stata la sedicesima edizione del torneo che fa parte della categoria International nell'ambito del WTA Tour 2019. Il torneo si è giocato al Guangdong Olympic Tennis Centre di Canton, in Cina, dal 16 al 21 di settembre.

## Partecipanti

### Teste di serie
| Nazionalità | Giocatrice           | Ranking* | Testa di serie |
| ----------- | -------------------- | -------- | -------------- |
| Ucraina     | Elina Svitolina      | 3        | 1              |
| Cina        | Wang Qiang           | 12       | 2              |
| Stati Uniti | Sofia Kenin          | 20       | 3              |
| Cina        | Zhang Shuai          | 32       | 4              |
| Rep. Ceca   | Kateřina Siniaková   | 37       | 5              |
| Cina        | Zheng Saisai         | 38       | 6              |
| Bielorussia | Aljaksandra Sasnovič | 48       | 7              |
| Tunisia     | Ons Jabeur           | 51       | 8              |

* Ranking al 9 settembre 2019.

### Altre partecipanti
Le seguenti giocatrici hanno ricevuto una Wild card:
- Duan Yingying
- Svetlana Kuznecova
- Peng Shuai
- Samantha Stosur

Le seguenti giocatrici sono entrate in tabellone tramite special exempt:
- Nina Stojanović

Le seguenti giocatrici sono passate dalle qualificazioni:

- Magdalena Fręch
- Tereza Martincová
- Jasmine Paolini
- Lesley Pattinama Kerkhove
- Xun Fangying
- Katarina Zavac'ka

La seguente giocatrice è entrata in tabellone come lucky loser:
- Dalila Jakupovič
- Wang Xiyu

### Ritiri
Prima del torneo
- Jennifer Brady → sostituita da  Aleksandra Krunić
- Sorana Cîrstea → sostituita da  Sara Sorribes Tormo
- Svetlana Kuznecova → sostituita da  Wang Xiyu
- Rebecca Peterson → sostituita da  Dalila Jakupovič

Durante il torneo
- Elena Rybakina
- Sara Sorribes Tormo
- Elina Svitolina

## Campionesse

### Singolare
Sofia Kenin ha sconfitto in finale  Samantha Stosur con il punteggio di 6(4)–7, 6–4, 6–2.
- È il terzo titolo in carriera e stagione per Kenin.

### Doppio
Peng Shuai /  Laura Siegemund hanno sconfitto in finale  Alexa Guarachi /  Giuliana Olmos con il punteggio di 6–2, 6–1.